# Федяева, Нина Григорьевна
Ни́на Григо́рьевна Федяева (14 [27] января 1912, Санкт-Петербург — 6 декабря 1990) — советская актриса театра драмы. Заслуженная артистка Карело-Финской ССР (1947). Заслуженная артистка Белорусской ССР (1967)

## Биография
Родилась 14 января 1912 года в Санкт-Петербурге.
Окончила студию при Ленинградском Красном театре в 1936 году
Работала в театрах Ленинграда, Жданова, Петрозаводска.
С 1942 года — актриса Петрозаводского театра русской драмы.
С 1957 по 1976 год — актриса Могилёвского театра.
Депутат Петрозаводского городского совета 5 созыва.
Жена народного артиста РСФСР Николая Родионова (1906—2000).
Умерла 6 декабря 1990 года.

## Театральные роли
- Альжбета, Полонея «Павлинка» Я.Купалы
- Карпинская — «Это было в Могилёве» Я.Тарасова
- Клавдия Петровна — «Ленинградский проспект» И. Штока
- Елена Андреевна — «Дядя Ваня» А.Чехова
- Миссис Сэвидж — «Странная миссис Сэвидж» Дж. Патрика
- пани Мура — «Мурин Бор» И. Исаченко[4]

## Награды
- Орден «Знак Почёта» (29 октября 1951)[5].
- Медаль «За доблестный труд. В ознаменование 100-летия со дня рождения Владимира Ильича Ленина».
- Заслуженная артистка Белорусской ССР (1967).
- Заслуженная артистка Карело-Финской ССР (1947).